# Massimo Bontempelli
Massimo Bontempelli (12. května 1878 Como – 21. července 1960 Řím) byl italský spisovatel a novinář. Patřil k průkopníkům surrealismu v italské literatuře. Politicky přešel ve svém životě od fašismu ke komunismu.

## Život
Na střední škole ho učil spisovatel Alfredo Panzini, na vysoké (Turínské univerzitě) básník Arturo Graf. Ti ho nasměrovali k literatuře. Sedm let vyučoval literaturu v Cherascu a poté v Anconě. Od roku 1904 publikoval básně, povídky i divadelní hry (Costanza, Santa Teresa). Poté, co v roce 1910 opustil učitelství a usadil se ve Florencii, pracoval jako novinář pro Il Marzocco, La Nazione, Nuova Antologia, Le Cronache literarie, Il Nuovo Giornale, Il Fieramosca a Corriere della Sera. Pracoval též jako redaktor pro nakladatelství Sansoni. V roce 1915 se stal manažerem Italského vydavatelského institutu a přestěhoval se do Milána, kde dohlížel na vydávání klasických děl italské literatury. Ve stejné době byl spolupracovníkem milánských novin Secolo a válečným dopisovatelem římských novin Il Messaggero. V roce 1917 se jako přesvědčený nacionalista přihlásil jako dělostřelecký důstojník a zapojil se do bojů první světové války. Získal dvě medaile za chrabrost a tři válečné kříže.
Jeho novinářské působení v Paříži v letech 1921 až 1922 ho přivedlo do kontaktu s avantgardou a stal se poté průkopníkem surrealistických experimentů v italském umění (zejm. romány La scacchiera davanti allo specchio a Eva ultima). Usadil se v Římě, stal se členem Teatro degli Undici, založeného synem Luigiho Pirandella Stefanem, a spřátelil se i se samotným Luigim Pirandellem, který ho tlačil k psaní her pro jeho společnost. Výsledkem byly mj. hry Nostra Dea (1925) a Minnie la candida (1927). Pirandello ho také napojil na italský fašismus, oba vstoupili v roce 1924 do Národní fašistické strany. Od fašismu se Bontempelli začal postupně distancovat ve 30. letech.
V roce 1926 založil spolu s Curziem Malapartem časopis 900. V redakční radě zasedali James Joyce, Max Jacob či Rainer Maria Rilke a mezi přispěvateli byli i Virginia Woolfová a Blaise Cendrars. Časopis přestal vycházet v roce 1929.
V roce 1938 odmítl přijmout na univerzitě ve Florencii místo, které musel opustit kvůli novým rasovým zákonům židovský profesor Attilio Momigliano. Byl za to vyloučen z fašistické strany a přiklonil se ke komunismu. Úřady mu na rok zakázaly psát. Opustil Řím a usadili se v Benátkách, ve vile barona Franchiniho. Nijak zásadně ale postižen nebyl, i když režim ve své poslední fázi zvané Republika Salò či Italská sociální republika, nad ním vynesl rozsudek smrti a musel se skrývat.
Po osvobození založil s Albertem Moraviou týdeník Città. V roce 1945 se vrátil do Milána, kde spoluzaložil Národní unii dramatických spisovatelů. V roce 1948 vyhrál senátní volby na kandidátce Lidové demokratické fronty (koalice Italské socialistické strany a Italské komunistické strany), ale výsledky byly v roce 1950 anulovány. V roce 1953 získal za román L'amante Fedele cenu Strega, nejprestižnější italské literární ocenění.